# 犀角金龜
犀角金龜（学名：Oryctes nasicornis）是犀角金龜屬下的一种大型甲虫，体长20—40（0.79—1.57英寸），最长可达47（1.9英寸），广泛分布于北半球。

## 生态

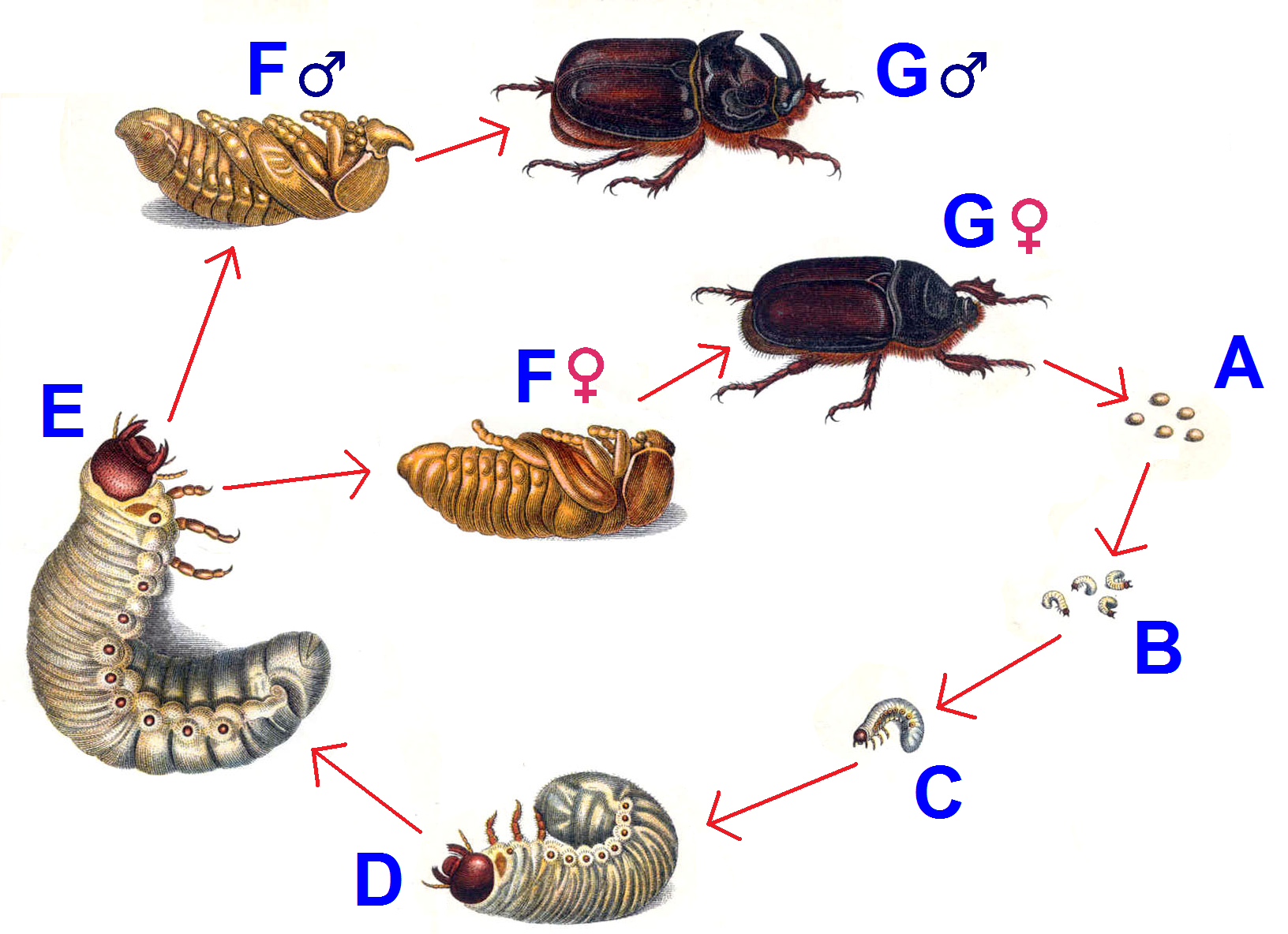
生命周期

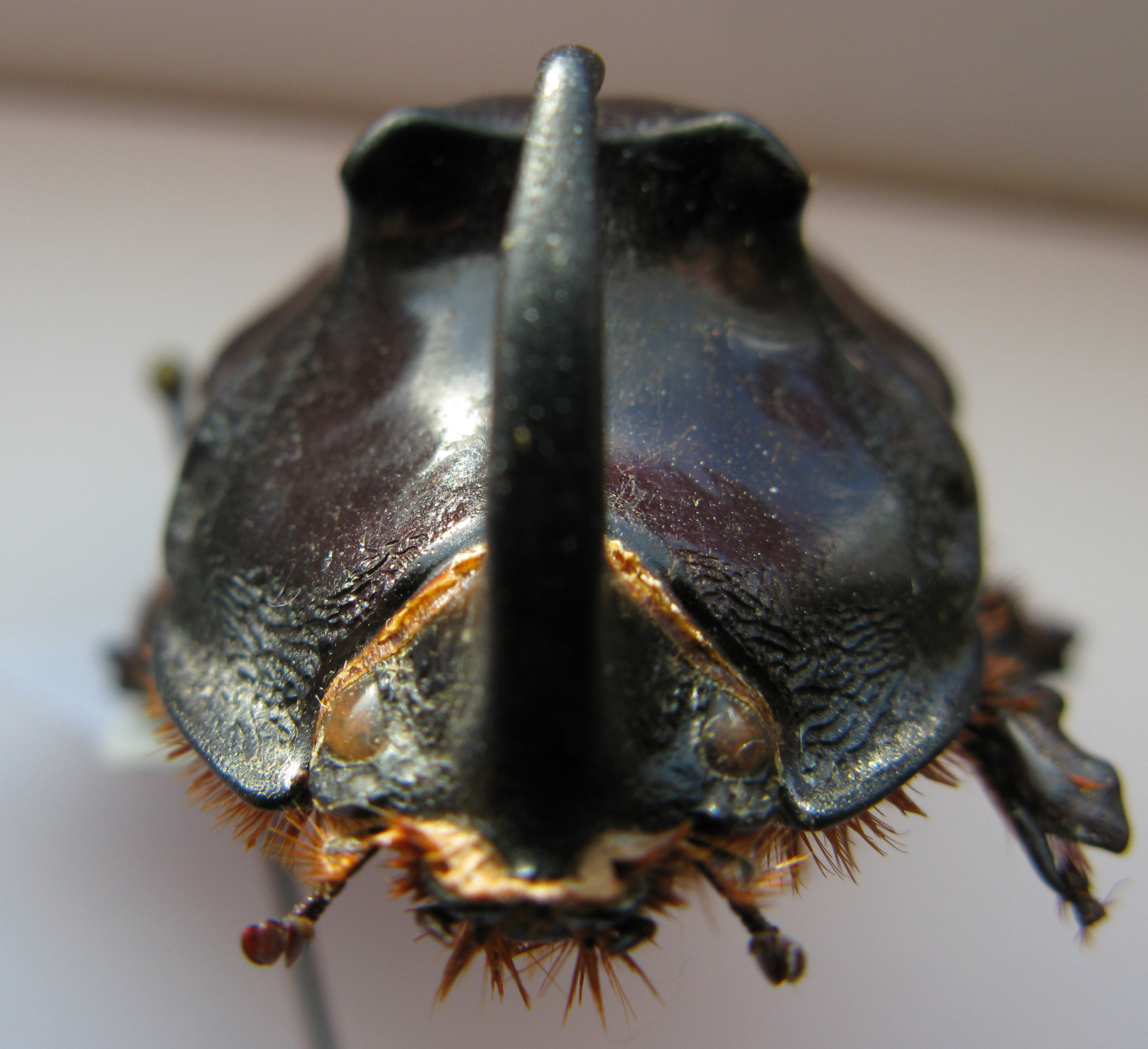
头部的“犀角”

在熱帶地區犀角一年可繁殖兩代，成蟲全年可见，但多见于4至7月間。成蟲喜在枯椰子树或堆肥、腐草内产卵，雌犀角金龟一生可產卵70到100粒卵，卵期11至13天，幼蟲期约100天，前蛹期6至10天，蛹期21至24天，野外的成蟲壽命約為3至4个月。

## 食用
在馬達加斯加氣候乾燥的西岸，當地人有食用昆蟲的習慣，當中包括本物種：他們會先摘掉甲蟲的翅膀，然後再把蛋白質豐富的蟲體烤來吃。

## 外部连接
- Oryctes nasicornis ondrejanus （页面存档备份，存于）